# کوه سیرک (آلبرتا)
کوه سیرک (به انگلیسی: Cirque Peak) یک کوه در کانادا است که در آلبرتا واقع شده‌است. کوه سیرک ۲٬۹۹۳ متر بالاتر از سطح دریا واقع شده‌است.